# René Drucker Colín
René Raúl Drucker Colín (Ciudad de México; 15 de mayo de 1937-17 de septiembre de 2017) fue un científico, investigador y articulista mexicano, especializado en Fisiología y Neurobiología. Colaboró de forma regular como articulista en periódicos y revistas.

## Estudios, docencia y divulgación
Realizó sus estudios de licenciatura en la carrera de Psicología en la Universidad Nacional Autónoma de México (UNAM), una maestría en la Universidad de Illinois y un doctorado en la Escuela de Medicina de la Universidad de Saskatchewan, Canadá.
Como docente dirigió más de 50 tesis de licenciatura, maestría y doctorado; como investigador publicó más de 400 artículos de investigación y de divulgación, los cuales han sido citados cerca de 4000 veces con un índice H de 19.[cita requerida]

## Desarrollo profesional
En la Universidad Nacional Autónoma de México fue jefe del departamento de Neurociencias del Instituto de Fisiología Celular de 1985 a 1990, jefe del departamento de Fisiología de la Facultad de Medicina de 1991 a 2000, coordinador (vicerrector) de la Investigación Científica de febrero de 2000 a diciembre de 2007. Era investigador emérito del Instituto de Fisiología Celular y fue titular de la Dirección General de Divulgación de la Ciencia de la UNAM.
Fue presidente de la Academia Mexicana de Ciencias de 2000 a 2002, fue miembro del Consejo Consultivo de Ciencias de la Presidencia de la República y fue investigador nacional de excelencia y emérito del Sistema Nacional de Investigadores.
Miguel Ángel Mancera, entonces jefe de Gobierno de la Ciudad de México, lo nombró secretario de Ciencia y Tecnología en diciembre de 2012.

## Premios y distinciones
- Beca Guggenheim,  1980.
- Premio Nacional de Ciencias y Artes en el área de Ciencias Físico-Matemáticas y Naturales por el gobierno de México,  1987.[4]
- Premio Universidad Nacional por la UNAM en investigación científica,  1988.
- Premio Fundación Mexicana para la Salud,  1995.
- Premio Miguel Otero al mérito en investigación científica, de la Secretaría de Salud. 1999.
- Premio a la Excelencia Médica de la Secretaría de salud,  2000.
- Premio Nacional de Periodismo José Pages Llergo en la categoría de periodismo universitario, 2005.
- Premio El Potosí por el Instituto Potosino de Investigación Científica y Tecnológica (IPICYT), en San Luis Potosí. 2005.
- Premio Dr. Maximiliano Ruiz Castañeda de investigación básica por la Academia Nacional de Medicina, 2005.
- Premio Nacional de Periodismo de México en investigación y divulgación de la ciencia, 2008.
- Condecoración Orden Andrés Bello, clase banda de honor, del  gobierno de la República de Venezuela, 1998.
- Reconocimiento especial por trayectoria científica de la International Behavioral Neuroscience Society, Estados Unidos,  2001.
- Reconocimiento especial por trayectoria científica en favor de México, por el Consejo Cultural Mundial, 2006.
- Presea Tepantlato al mérito universitario por el  Instituto de Ciencias Jurídicas de la UNAM,  2006.
- Medalla al Mérito Ciudadano en Ciencias y Artes por la Asamblea Legislativa de la Ciudad de México, 2006.
- Doctor honoris causa por la Universidad Autónoma Metropolitana en 2004; en la Benemérita Universidad Autónoma de Puebla en  2006; y en la Universidad de Córdoba, España, en 2015.
- Reconocimiento Ciudadano Claro de Luna por su participación ciudadana, otorgado por la alcaldía Coyoacán, en la Ciudad de México, el 25 de septiembre de 2009.
- Reconocimiento por su destacado aporte científico a la literatura mundial al haber publicado el artículo más citado en la última década en el área de Farmacología por Thomson Reuters y el Instituto Politécnico Nacional en la Ciudad de México el 29 de septiembre de 2009.
- Presea Guillermo Álvarez Macías por haber destacado como científico, humanista, servidor público, educador y promotor de la ciencia en México otorgado por la Cooperativa Cruz Azul en Cancún, Quintana Roo el 9 de octubre de 2009.
- Reconocimiento por aportaciones a la Ciencia y su Comunicación por el Instituto Politécnico Nacional y Unidad Nacional de Asociaciones de Ingenieros, en la Ciudad de México el 16 de octubre de 2009.
- Premio Kalinga de Divulgación Científica otorgado por la Unesco en 2011.